# Visoka zdravstvena šola v Tuzli
Visoka zdravstvena šola (izvirno bosansko Visoka zdravstvena škola u Tuzli), s sedežem v Tuzli, je visoka šola, ki je članica Univerze v Tuzli.
Trenutni dekan je prof. dr. Zijad Bešlagić.